# Ferdinand Bie
Ferdinand Reinhardt Bie  (né le 16 février 1888 à Drammen - mort le 9 novembre 1961 à Kristiansand) est un athlète norvégien spécialiste du saut en longueur et des épreuves combinées.
Il se classe deuxième de l'épreuve du pentathlon (saut en longueur, lancer du javelot, 200 m, lancer du disque et 1 500 m) lors des Jeux olympiques de 1912 se déroulant à Stockholm. Mais en 1913, l'Américain Jim Thorpe est déchu de sa médaille d'or pour cause d'amateurisme marron après avoir touché de l'argent lors d'une compétition de baseball peu avant les Jeux de 1912. Cette médaille d'or lui sera rendue à titre posthume 29 ans après sa mort, en 1982. Bie et Thorpe sont par conséquent désignés champions olympiques ex æquo.
Le 15 juillet 2022, le Comité international olympique décide d'attribuer à Jim Thorpe seul les médailles d'or du pentathlon et du décathlon des Jeux olympiques de 1912.

## Palmarès
| Année | Compétition     | Lieu      | Résultat | Épreuve    |
| ----- | --------------- | --------- | -------- | ---------- |
| 1912  | Jeux olympiques | Stockholm | 1er      | Pentathlon |